# ジル・マルシャル
ジル・マルシャル（仏: Gilles Marchal (pâtissier)、1966年10月1日 - ）はフランスのシェフパティシエ。
ロレーヌ地方出身。12歳の時、パン屋見習いシェフとしてキャリアをスタートさせた。29歳でプラザ・アテネ（仏: Plaza Athénée）のシェフパティシエに就任。1999年より7年間、ホテル・ブリストル（Hôtel Le Bristol）のシェフパティシエとして活躍後、2007年よりラ・メゾン・ド・ショコラ（La maison du chocolat）のクリエイティブ・ディレクターに就任。2014 年11月に自身の店をパリ・モンマルトル地区にオープンする。

## 略歴
- 1966年 10月1日： ロレーヌ地方、リュネヴィル生まれ
- 1982年 メッスにあるクロード・ブルギニオン（Claude Bourguignon）にて修行を始める。
- 1984年 ディプロムを取得後、当時2つ星だったジャン・バルデ（Jean Bardet）に入店。
- 1986年 リュクサンブールにあるピット・オベルワイス（Pit Oberweis）に入店。
- 1989年 ホテル・ド・クリヨンにてクリストフ・フェルデール（Christophe Felder）の右腕として活躍。当時2つ星。
- 1992年 レストラン・プリュニエにてシェフパティシエとして迎えられる。1993年1つ星獲得。
- 1994年 プラザ・アテネのシェフパティシエに就任。当時1つ星。
- 2000年 ホテル・ブリストルにてシェフエリック・フレションと共に2001年2つ星獲得に貢献。
- 2007年 ロベール・ランクスの後を継ぎ、ラ・メゾン・ド・ショコラのクリエイティブディレクターに就任。
- 2014年 パリ、モンマルトル地区に自身の店をオープンする。

## 叙勲・受賞歴
- 1984年新人パティシエインターナショナルコンクールにて金メダル
- 2006年パリ市より功労賞受賞

## 著作
- 『サンニコラのディナー』2000年
- 『フレーズ』アニエス・ヴィエノ出版　2003年
- 『時を超える魔法のレシピ』オバネル社　2008年